# نوئر
نوئر (به آلمانی: Noer) یک شهر  در آلمان است که در رندسبورگ-اکرنفورده واقع شده‌است. نوئر ۸۸۵ نفر جمعیت دارد.